# Leonardo Bertone
Leonardo Bertone (* 14. března 1994, Wohlen bei Bern, Švýcarsko) je švýcarský fotbalový záložník, který hraje v klubu BSC Young Boys.

## Klubová kariéra
Bertone začínal ve Švýcarsku s profesionálním fotbalem v klubu BSC Young Boys.
S Young Boys si zahrál v Evropské lize 2014/15, s týmem se probojoval do základní skupiny I, kde číhali soupeři AC Sparta Praha (Česko), SSC Neapol (Itálie) a ŠK Slovan Bratislava (Slovensko).

## Reprezentační kariéra
Leonardo Bertone reprezentuje Švýcarsko v mládežnické kategorii U21.